# Hermaniszki (rejon wołożyński)
Hermaniszki – dawny majątek. Tereny, na których leżał, znajdują się obecnie na Białorusi, w obwodzie mińskim, w rejonie wołożyńskim, w sielsowiecie Dory.

## Historia
W czasach zaborów folwark w gminie Hermaniszki, w powiecie wilejskim, w guberni wileńskiej Imperium Rosyjskiego. W 1866 siedziba gminy Hermaniszki. Folwark liczył 9 mieszkańców i 2 domy.
W latach 1921–1945 folwark a następnie majątek leżał w Polsce, w województwie wileńskim, w powiecie wilejskim, od 1927 roku w powiecie mołodeczańskim, w gminie Gródek.
Według Powszechnego Spisu Ludności z 1921 roku zamieszkiwało tu 45 osób, 38 były wyznania rzymskokatolickiego a 7 prawosławnego. Jednocześnie wszyscy mieszkańcy zadeklarowali polską przynależność narodową. Było tu 7 budynków mieszkalnych. W 1931 w 3 domach zamieszkiwało 28 osób.
Wierni należeli do parafii rzymskokatolickiej w Gródku i parafii prawosławnej w Jarszewiczach. Miejscowość podlegała pod Sąd Grodzki w Rakowie i Okręgowy w Wilnie; właściwy urząd pocztowy mieścił się w Gródku.